# Papaver carmeli
Papaver carmeli är en vallmoväxtart som beskrevs av Feinbr.. Papaver carmeli ingår i släktet vallmor, och familjen vallmoväxter. Inga underarter finns listade i Catalogue of Life.